# Уголіно ді Неріо
Уголіно ді Неріо (італ. Ugolino di Nerio, відомий як Уголіно да Сієна; бл. 1280 —†між 1330 та 1335) — італійський художник Сієнської школи.

## Життєпис
Дата народження і смерті художника невідома. Уголіно був учнем і помічником відомого художника Дуччо ді Буонінсенья. Ім'я Уголіно ді Неріо кілька разів з'являється в сієнських документах з 1317 по 1327 року. Тому творчу активність цьому майстру приписують саме на цей період.

## Творчість
З документів випливає, що він був важливою фігурою художнього життя того періоду, мав вельми успішну майстерню. Втім у документах немає ніяких згадок про його конкретні твори, що створює труднощі у виявлені його доробку. Головним, доведеним твором Уголіно ді Неріо є поліптих з флорентійської церкви Санта Кроче, що датується 1325–1330 роками (нині розібраний по різних музеях світу). Незважаючи на відому частку впливу Джотто, якого мало хто в той час міг уникнути, головним джерелом натхнення для Уголіно було мистецтво художників Сімоне Мартіні і П'єтро Лоренцетті, тобто художників, більш близьких духу французької готики. Поліптих з флорентійської церкви Санта Кроче був виконаний в декількох рівнях, тепер окремі його частини розійшлися по різних музеях Лонда та Нью-Йорка.
Уголино ді Неріо приписуються також: «Поліптіх» і «Розп'яття» в Пінакотеке м. Сієна, пределла із зображенням «Розп'яття і двох донаторов» (Лондон, Інститут мистецтва Курто), і ще кілька «Розп'ятть» і поліптіх із зображенням «Мадонни з немовлям», напівфігури святих.